# Rhinotyphlops lalandei
Rhinotyphlops lalandei là một loài rắn trong họ Typhlopidae. Loài này được Schlegel mô tả khoa học đầu tiên năm 1839.